# Qsynth
Qsynth es una interfaz gráfica para FluidSynth escrita en C++ con el conjunto de herramientas de la biblioteca Qt.
Por el momento solo utiliza FluidSynth pero con el tiempo podría convertirse en una aplicación de gestión de sintetizador de software que permita al usuario controlar y manejar una variedad de sintetizadores de línea de comandos.
Ventana principal de Qsynth
Ventana del canal predefinido de Qsynth